# Heinkel He 100
«Гейнкель» He 100 (нім. Heinkel He 100) — німецький одномоторний винищувач розробки компанії Heinkel, що перебував на озброєнні Люфтваффе на початку Другої світової війни. Попри те, що він виявився одним із найшвидших винищувачів у світі на момент його розробки, проект не замовлявся у серійне виробництво. Було побудовано приблизно 19 прототипів і передсерійних зразків. Як відомо, жоден з них не пережив війну.

## Історія
22 січня 1938 року перший прототип He 100 V1 вперше піднявся в повітря, лише через тиждень після обіцяної дати доставки. Літак виявився надзвичайно швидкісним. Однак він мав низку вад від попереднього He 112, зокрема відсутність курсової стабільності. Крім того, льотчикам-випробувачам Люфтваффе не подобалося велике навантаження на крило, що призвело до настільки великої посадкової швидкості, що їм часто доводилося використовувати гальма аж до останніх 100 м злітно-посадкової смуги. Наземним командам також не сподобався дизайн, вони скаржилися на тісний капот, що ускладнювало обслуговування двигуна. Але найбільшою проблемою виявилася система охолодження, що нікого не здивувало. Після серії випробувальних польотів у березні V1 був відправлений в Рехлін на доопрацювання.
На другому прототипі He 100 V2 проблеми стабільності було врегульовано, за рахунок заміни вертикального стабілізатора з трикутної форми на більшу за розміром та більш прямокутну. Система масляного охолодження залишалася проблемною, тому її зняли та замінили невеликим напіввисувним радіатором під крилом. Літак також отримав все ще експериментальний двигун DB 601M, під який спочатку був розроблений літак. Версію M було модифіковано для роботи на паливі «C3» з октановим числом 100, що дозволило б їй працювати з більшою потужністю в майбутньому.
V2 було завершено в березні, але замість того, щоб перекинути його до Рехліна, прототип залишили на заводі для спроби встановити рекорд швидкості на 100 км на замкнутій трасі. Курс був намічений на узбережжі Балтійського моря між Вустровом і Мюріцом, на відстані 50 км один від одного, і спроба була здійснена на найкращій висоті літака 5500 м. Після деякого часу усунення неполадок, спроба рекорду була здійснена капітаном Гертінгом, який раніше кілька разів літав на цьому літаку.
У цей момент з'явився Ернст Удет і попросив літати на V2, зазначивши, що він літав на V1 у Рехліні. 5 червня 1938 року він змінив Гертінга і встановив на V2 новий світовий рекорд на відстані 100 км зі швидкістю 634,73 км/год. Кілька насосів охолодження вийшли з ладу під час цього польоту, але Удет не був упевнений, що означають індикатори, і просто проігнорував їх.
Після встановлення Ернстом Удетом рекорду швидкості польоту було ухвалено рішення видати цей рекорд як встановлений на He 112 і переконати потенційних покупців (Японію та Іспанію), що вже He 112 стоїть на озброєнні Люфтваффе. Було анонсовано, що рекорд встановлений літаком He 112U (U — Удет).
В процесі невпинної гонитви за виведення He 100 до серійного виробництва було розроблено ще кілька варіантів, що незначною мірою відрізнялися один від одного. При цьому прототип He 100-V3 розбився при випробувальному польоті.
Однак, споконвічні проблеми перегріву та загальні збої в роботі системи охолодження двигунів залишалися невирішеними. Протягом усього періоду випробувань поломки насосів призводили до раннього завершення польотів, хоча деякі льотчики-випробувачі просто почали їх ігнорувати.
Ще одна проблема, яку так і не вдалося вирішити на стадії прототипу, — низка проблем із шасі. Хоча широко встановлене шасі мало б усунути згортання шасі, яке переслідувало Bf 109, особливо під час важких злетів і посадок, шасі He 100 не було сконструйовано таким чином, щоб витримувати інтенсивну експлуатацію, і в результаті їх не поліпшили навість у порівнянні з Bf 109. Екземпляри V2, 3, 4 і 6 всі були пошкоджені до різного ступеня через різні несправності передач.
В результаті протягом всього періоду розроблення створення прототипу літака різні моделі отримували серійні позначення і були представлені RLM як основа для серійного виробництва. Але, командування Люфтваффе так і не прийняло пропозицію Heinkel, хоча компанія так чи інакше вирішила побудувати загалом 25 літаків, і разом з 10 літаками, що розбилися в ході іспитів, залишалося ще 15 новіших моделей.
Навесні 1940 року дев'ять He 100D-1, що залишилися в Німеччині, використовувалися для дезінформації розвідок противника. Для підтвердження того, що літак нібито дійсно серійно випускається й використовується Люфтваффе, його фотографії широко публікувалися з різними емблемами, що мало показати його широке поширення. Для більшого заплутування літак позначався як He 113. Насправді ж літаки серії, що залишилися, були направлені в ескадрилью ППО власного заводу Гейнкеля в Марієні.